# Adolf Švadlenka
Adolf Švadlenka (června 1904 Blížňovice – 2. července 1942 Pardubice) byl odbojář z období druhé světové války a spolupracovník výsadku Silver A popravený nacisty.

## Život
Adolf Švadlenka se narodil 2. června 1904 v Blížňovicích u Hrochova Týnce, kde vychodil jednotřídní obecnou školu, poté se vyučil kolářem v Chroustovicích. V roce 1928 se oženil s Antonií Nevečeřalovou z Dvakačovic, v roce 1929 se mu narodil syn Adolf, v roce 1935 pak dcera Marie. V roce 1932 se s rodinou přestěhoval do Mikulovic a poté pracoval na velkostatku v Dražkovicích, v roce 1936 pak nastoupil jako dělník do pardubické továrny Explosia. Od roku 1934 byl členem Československé sociálně demokratické strany dělnické, následně se stal osobním řidičem poslance Bohumila Laušmana, se kterým ho později pojilo i přátelství.

## Odboj
Po německé okupaci odešel Bohumil Laušman do exilu do Londýna, kde se stal členem Státní rady Československé. V roce 1941 vznikla Zvláštní skupina D jejímž úkolem byla příprava parašutistů později vysazovaných na území Československa. Bohumil Laušman jednotce poskytl kontaktní adresy mezi nimi i na Adolfa Švadlenku. Před koncem roku 1941 na území Protektorátu Čechy a Morava seskočil výsadek Silver A. Dne 29. prosince 1941 kontaktoval v Mikulovicích Adolfa Švadlenku jeden z jeho příslušníků Josef Valčík. Z důvodu navigační chyby nebyl výsadek uskutečněn na chrudimsku, ale v prostoru mezi Poděbrady a Městcem Králové. V blízkosti místa seskoku zůstala ukryta vysílačka Libuše a další materiál. Valčík, Švadlenka a Josef Janáček (učitel dříve působící v Městci Králové) se pro něj vypravili vlakem. Vysílačka byla nalezena, ale její přeprava zpět byla stejným způsobem nemyslitelná. Adolf Švadlenka s ní zůstal v jednom z hostinců, Valčík s Janáčkem mezitím opatřili automobil, kterým byla posléze dopravena do bydliště Josefa Janáčka. Adolf Švadlenka se poté spolupodílel na získání dokladů pro členy výsadku, prováděl získávání informací u Laušmanových známých i ve větších vzdálenostech od Pardubic, v jeho domě se nepravidelně konaly konspirační schůzky. Do zpravodajské činnosti zapojil i další členy rodiny zejména svou sestru Evu Švadlenkovou. Dne 16. června 1942 došlo ke zradě Karla Čurdy, díky kterému se gestapo dostalo ke jménům a adresám spolupracovníků parašutistů a mimo jiné zatklo Hanu a Václava Krupkovi. V jejich bytě nalezlo i záznamy velitele výsadku Alfréda Bartoše. Není zřejmé co v nich přesně bylo, pravdou je, že nemohlo jít o konkrétní jména, protože k dalšímu zatýkání docházelo postupně jak byla prolamována konspirace. Adolf Švadlenka byl zatčen 26. června 1942 a poté vězněn v pardubické donucovací pracovně. Popraven byl 2. července 1942 na pardubickém Zámečku a to ve stejný den jako manželé Janáčkovi. Jeho tělo bylo spáleno v pardubickém krematoriu a popel vysypán do Labe.

## Po druhé světové válce
V červnu 1946 obdržel Adolf Švadlenka in memoriam Československý válečný kříž 1939, který byl předán Bohumilem Laušmanem. V roce 1951 čelila rodina tlaku na navrácení vyznamenání z důvodu, že byl odboj Adolfa Švadlenky prozápadní. Rodina ale tlaku odolala a kříž zůstal v jejím vlastnictví. Kenotaf věnovaný Adolfu Švadlenkovi je umístěn na rodinném náhrobku v Pardubicích na hřbitově v Kyjevské ulici. Po Adolfu Švadlenkova byla pojmenována ulice v Mikulovicích. Jeho jméno je uvedeno na pamětní desce v Mikulovicích (Švadlenkova 75) a Semtíně a rovněž na památníku obětem 2. světové války u pardubického Zámečku (Pardubičky, ulice Odbojářů).